# Беридзе, Окропир Никифорович
Окропир Никифорович Беридзе — советский грузинский хозяйственный и партийный деятель, секретарь Кедского райкома Компартии (большевиков) Грузии, Аджарская АССР, Грузинская ССР. Герой Социалистического Труда (1949).

## Биография
Родился в 1908 году в Кутаиси. Окончил социологический факультет Тифлисского университета.
Член КПСС. С 1926 года — на хозяйственной, общественной и политической работе. В 1926—1973 гг. — сельскохозяйственный, комсомольский и партийный работник в Аджарской АССР, экономист Кобулетского земотдела Аджарской АССР, первый секретарь Кедского райкома Компартии (большевиков) Грузии в Аджарской АССР, заведующий сельскохозяйственным отделом Аджарского обкома КП Грузии.
В 1942 году избран секретарём Кобулетского райкома партии и в 1948 году — первым секретарём Кедского райкома партии. Занимался развитием сельского хозяйства в Кедском районе. Благодаря его деятельности сельскохозяйственные предприятия Кедского района значительно повысили свою производительность труда, в результате чего повысился урожай сельскохозяйственных культур. В 1948 году урожайность табачного листа в целом по району превысила плановый сбор на 26,5 %. Указом Президиума Верховного Совета СССР от 3 мая 1949 года удостоен звания Героя Социалистического Труда за «получение высоких урожаев кукурузы и табака в 1948 году» с вручением ордена Ленина и золотой медали «Серп и Молот».
Этим же Указом звание Героя Социалистического Труда получили заведующий районным отделом сельского хозяйства Кедир Сулейманович Чхеидзе, председатель райисполкома Хусейн Мемедович Мегрелидзе, главный районный агроном Тамара Михайловна Сихарулидзе и пять тружеников из колхозов имени Ворошилова и Кирова Кедского района (Али Кедемович Сапаридзе, Мамуд Сулейманович Лорткипанидзе, Харун Сулейманович Шиладзе, Шукри Мухамедович Джакелидзе, Мухамед Османович Ардзенадзе).
С 1949 года — первый секретарь Батумского горкома, позднее — заведующий отделом сельского хозяйства Аджарской АССР.
После выхода на пенсию проживал в Батуми. Умер в 1976 году.
Награды
- Герой Социалистического Труда
- Орден Ленина
- Орден «Знак Почёта» — трижды (24.02.1946; 02.04.1966; 27.08.1971)
- Медаль «За трудовую доблесть» (25.12.1959)
- Медаль «За оборону Кавказа» (01.05.1944)